# Babak Ghassim

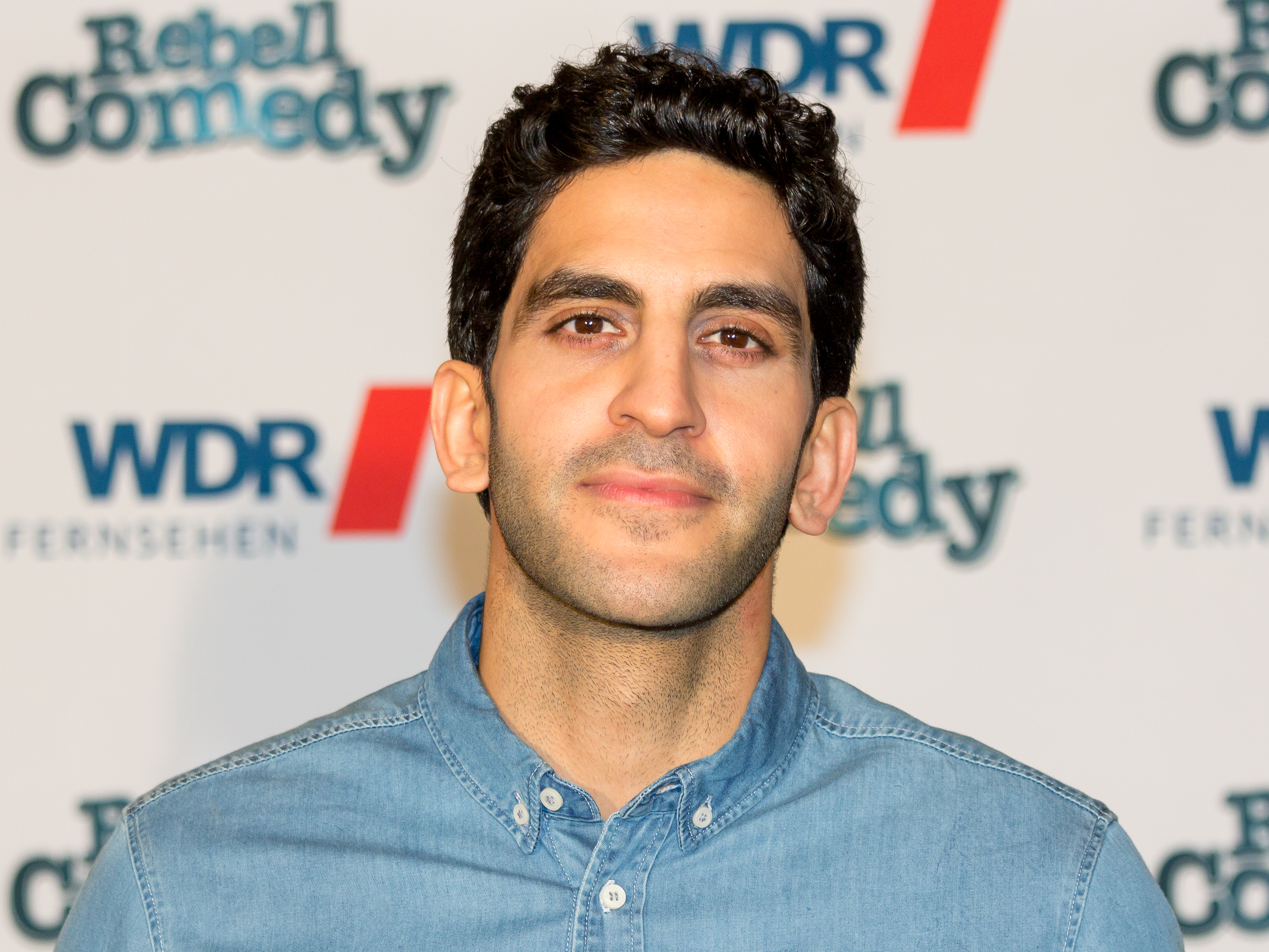
Babak Ghassim

Babak Ghassim (* 7. Juni 1983 in Teheran) ist ein Schriftsteller, sowie Mitbegründer, kreativer Leiter und Autor des Stand-up-Comedy-Ensembles RebellComedy.

## Leben und Karriere
Der Sohn iranischer Eltern wuchs in Aachen auf. Nach dem Abitur studierte er Literatur in Heidelberg und Köln. Babak Ghassim arbeitete an verschiedenen Kunstprojekten, schrieb Drehbücher zweier Spielfilme und führte Regie. Mit Usama Elyas gründete er 2006 „RebellComedy“, weil sie sich mit keinem bestehenden Comedy-Format in Deutschland identifizieren konnten.  Er steht selbst mit Poetry-Slams und Lesungen auf der Bühne.
2017 gründete er die Literatur- und Kultur-Plattform www.keschmesch.de. „Hinter uns mein Land“ von Babak Ghassim und Usama Elyas ist in Deutschland das medial bekannteste Gedicht der letzten Jahre nach Jan Böhmermanns Schmähgedicht über den türkischen Präsidenten Erdoğan. Zurzeit schreibt Ghassim an seinem ersten Roman. Er gibt Workshops zum Thema Kreatives Schreiben.

## Veröffentlichungen
- Hinter uns mein Land (Gedicht)
- Alchemie (Gedicht)

## TV-Auftritte
- Pufpaffs Happy Hour
- Freundliche Übernahme (ARD)
- Regelmäßige Auftritte im TV mit RebellComedy

## Serie
- 2014: RebellComedy, Staffel 1 (WDR)
- 2016: RebellComedy, Staffel 2 (WDR)
- 2017: RebellComedy, Staffel 3 (WDR)
- 2019: RebellComedy, Staffel 4 (WDR)

## Auszeichnungen
- Hauptstadtpreis für Integration und Toleranz, 2016 (seitdem Jurymitglied)